# 不列颠拉丁语
不列颠拉丁语或不列颠通俗拉丁语是公元1-6世纪分布在今日英格兰的通俗拉丁语变体。在罗马帝国治下，拉丁语是精英阶层和罗马化较为充分的南部及东部地区通行的语言。在罗马化较差的北部和西部，拉丁语从未取代凯尔特布立吞人的古布立吞语的通行地位。最近学者们在不列颠拉丁语是否应从大陆原始罗曼语中独立持有不同意见。
不列颠罗马统治的终结后发生盎格鲁-萨克逊迁徙的公元5、6世纪，拉丁语在绝大多数属于今日英格兰的地区都被古英语取代。不列颠拉丁语在西部凯尔特语地区得以苟延残喘，到公元700年基本全数灭绝，被当地的布立吞语支语言取代。

## 背景

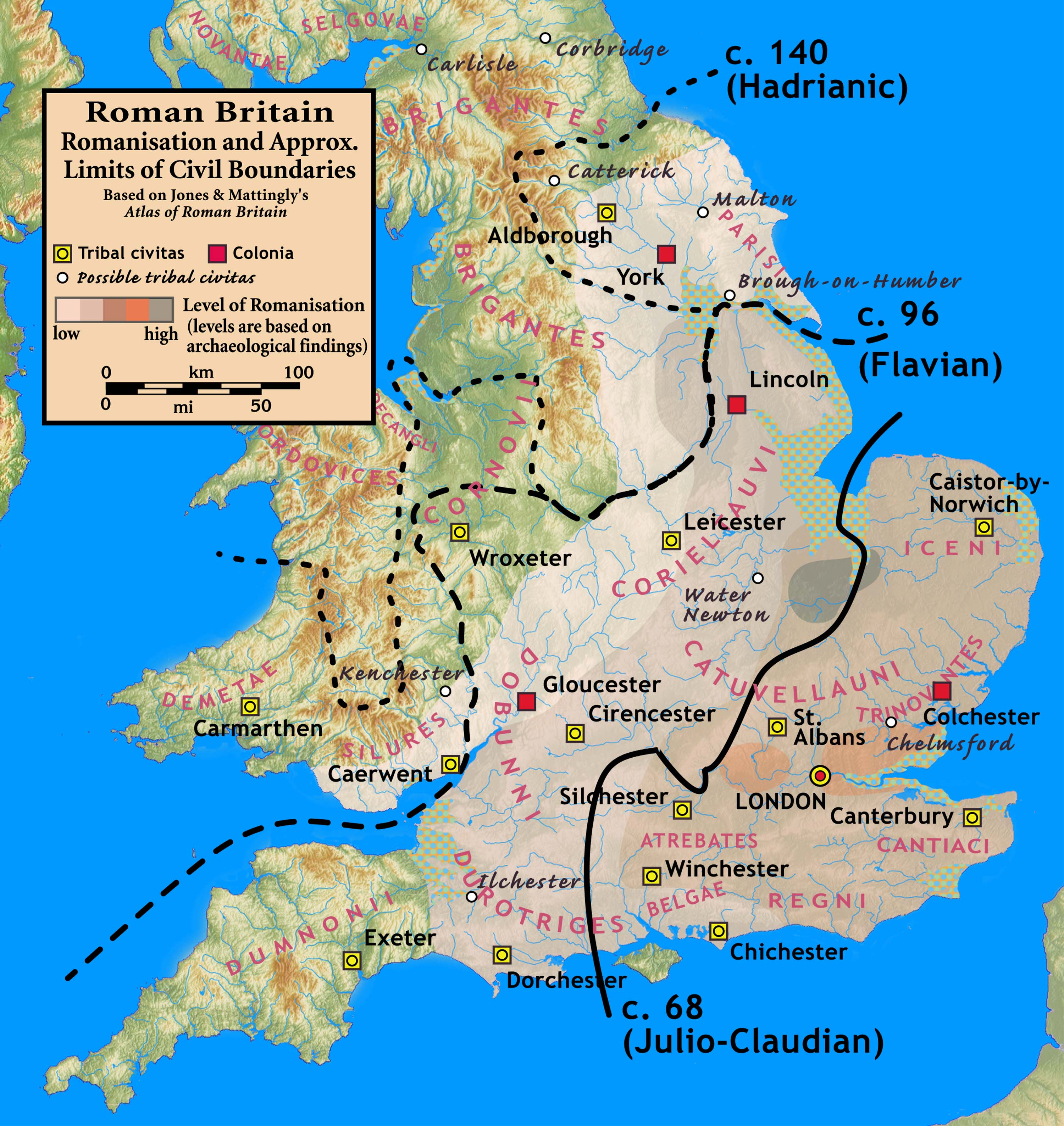
基于考古证据的罗马化等级大致地域分布，总体而言罗马化在东南部程度最深，西部自亨伯河口至塞文河口、包括康瓦尔郡和德文郡在内的一片地带，罗马化非常弱。

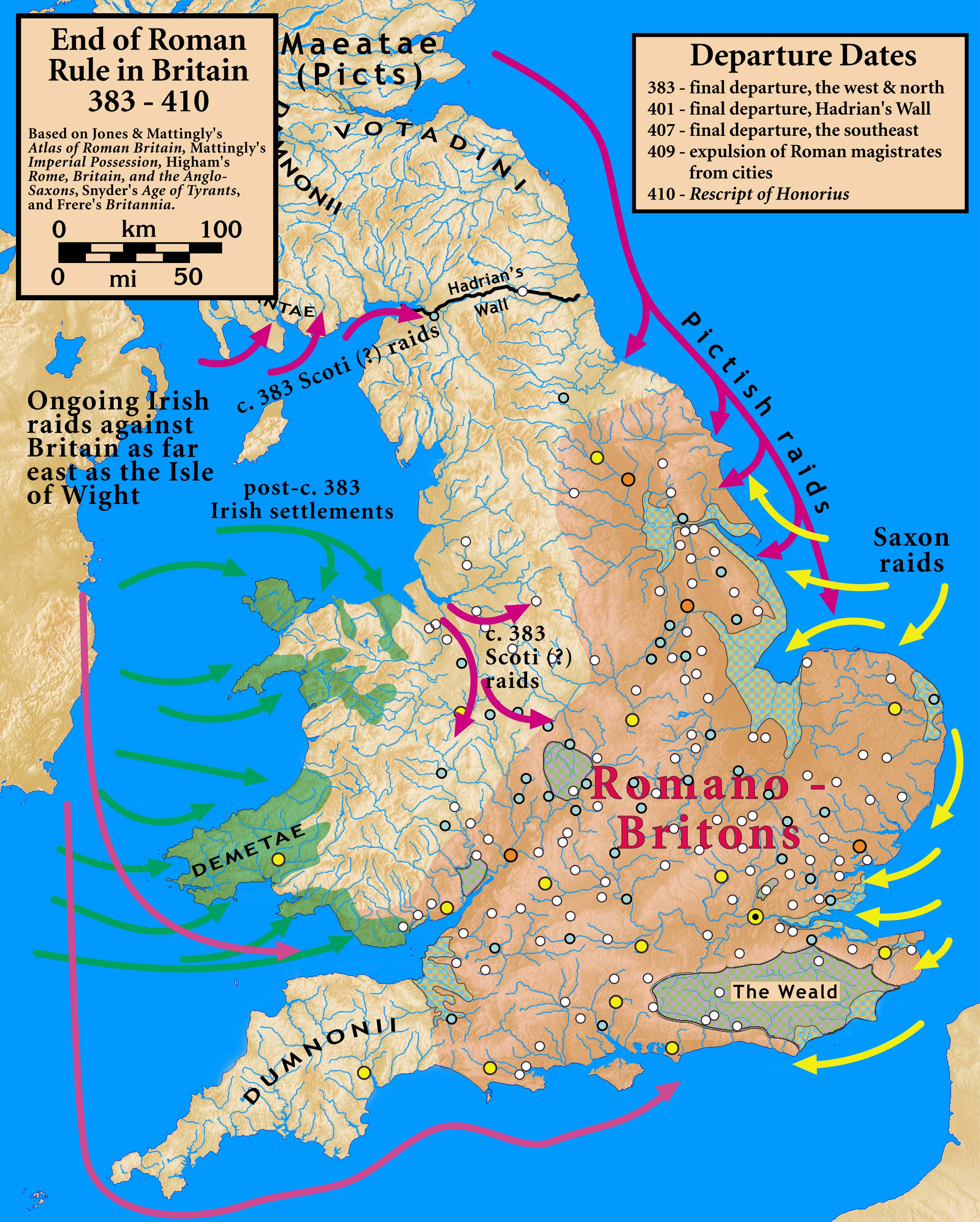
罗马统治崩溃时的不列颠岛，展现出低地的罗曼-不列颠地区

早在公元43年罗马开始统治大不列颠之前，岛上就已经住着操凯尔特语族古布立吞语的布立吞人。:291–292“不列颠尼亚”在到409年为止近四百年间一直是罗马帝国的一个行省，于160年疆域到达极盛，几乎占据了不列颠岛的南三分之二。:20–22
历史学家们常将罗马治下的不列颠分为北部、西部的“高地”和东部、南部的“低地”两片区域，:4–6后者基本也是罗马化发生的地域，:74形成独特的罗马-不列颠文化，拉丁语成为市民、统治阶级、军队、基督教引入之后的教堂所主要使用的语言。布立吞语则被视作广大农民的语言；统治阶层精英可能为双语制。:69高地的罗马化非常有限，布立吞语从始至终都是主导语言。:142
自古典时代晚期以来，大半个西欧日常使用的通俗拉丁语演化成了各自有别的地域变体，最终演化为罗曼语族。:31然而，在5世纪不列颠罗马统治的终结后，不列颠岛上的口语很快便不再有通俗拉丁语的一席之地。:1通俗拉丁语不列颠方言的特征与消亡的时间近年来引发了许多学术讨论。

## 语料
研究通俗拉丁语固有的困难，在于其是一种已经灭绝的语言，没有直接支持它的任何书面形式，:17而是要从诸如文献和地方铭文中出现的错误探寻蛛丝马迹。:228其中特别具有语言学价值的，主要是普通人做的私人铭文，如墓志铭、还愿祭品、“咒板”之类(大众巫术中用于诅咒别人的小金属板)。:18–21
至于不列颠本土使用的通俗拉丁语，Kenneth H. Jackson在1950年代提出了到最近才受到质疑的通行观点。:285Jackson通过寻找不列颠凯尔特语中的拉丁语借词拟测不列颠拉丁语的特点。:14–15自1970年代起，John Mann、艾里克·P·汉普和其他学者运用Mann所谓铭文中的“通俗文学传统”以识别铭文中的不列颠拉丁语特征。:69
1980年代，柯林·史密斯运用这一方法研究石刻铭文。但在近年来出土的大量拉丁语铭文面前，这显得小巫见大巫。:579其中最有名的是文德兰达石板，最后两卷公布于1994年和2003年，以及1988年公布的巴斯咒板，以及英格兰南部1990年代以来发掘的众多遗址。:579–580

## 独立语言的可能性
Kenneth Jackson认为不列颠的通俗拉丁语与欧洲大陆通行的不一样。:82–94实际上他识别出了两种形式的不列颠拉丁语：与大陆通俗拉丁语没什么差别的下层变体，和与之不同的上层变体。:14–15Jackson相信后者与大陆通俗拉丁语在12条指标上都有区别。:82–94他将其描述为一种极度保守、矫枉过正的“学院派”拉丁语，有着“从普通大陆标准来看非常古典的音系”。:107
近年来对不列颠拉丁语的研究使Jackson的基本假设得以修正。:14–15他提出的“学院派”拉丁语12条区别性特征被猛烈地批判。:14, n. 52无论如何，尽管不列颠拉丁语与高卢拉丁语可能没有本质上的区别，经历罗马帝国长达400年的统治，不列颠拉丁语也足以演化出独特的特征了。:17自身的演化，和布立吞底层的可能冲击都说明可能存在过一种独特的不列颠拉丁语。:17但即便确实存在过这样一种独特的方言，也没有能检测到的特征，到20世纪才在英格兰发现的足够的拉丁语通俗文学作品，才稍稍地改变了这种局面。:577–623

## 拉丁语在口语中的灭绝

盎格鲁-萨克逊扩张的极限，c.600

目前不清楚通俗拉丁语具体在什么时候退出不列颠，:1695世纪时可能仍在不列颠的许多地方使用。:27低地通俗拉丁语在5到6世纪间逐渐被古英语取代，但在高地则布立吞亚支语言如原始威尔士语和康瓦尔语取代。至于拉丁语作为口语何时消亡，学界尚无定论。:25

### 低地
在后世所称的英格兰地区，盎格鲁-萨克逊移民和随后引入的古英语使得通俗拉丁语作为口语逐渐消亡。:88盎格鲁-萨克逊人在5-7世纪于英国本土各处定居，南部仅剩康沃尔郡和威尔士:915，以及北部的亨奥格莱兹。:16–17
通俗拉丁语在盎格鲁-萨克逊移民冲击下的消亡与在西欧法国、意大利、西班牙等地受民族大迁徙支配后接着演变为罗曼语的命运非常不同。:70一种理论认为，罗马制度与基础设施在不列颠崩溃得更为彻底，使本地罗马化文化的地位与威望弱化得更快、程度更深；因此，土著更乐意抛弃拉丁语，接受地位更高的盎格鲁-撒克逊语。:109–111此外，语言学家还假定，布立吞语和拉丁语在今日英格兰的消亡比法兰克人、伦巴第人、西哥特人等“军事精英”带来的影响深远得多，说明传统观点盎格鲁、撒克逊人迁徙灭亡说的正确。
拉丁语在那时幸存于凯尔特人群中。:27在其他由盎格鲁-撒克逊日耳曼语主导的地区，一些拉丁语口语可能以孤立的语言岛形式存在着。迟至8世纪，罗马城市维鲁拉米恩附近圣阿尔班斯的盎格鲁-撒克逊居民意识到了他们的古老邻居，他们将其称为（或按H. R. Loyn所谓“他们自己的混合体”，“Wæcla追随者们的城堡”），可以解释为留在盎格鲁-撒克逊乡村中的一个罗马-布立吞人飞地，可能讲他们自己的当地新拉丁语习语。

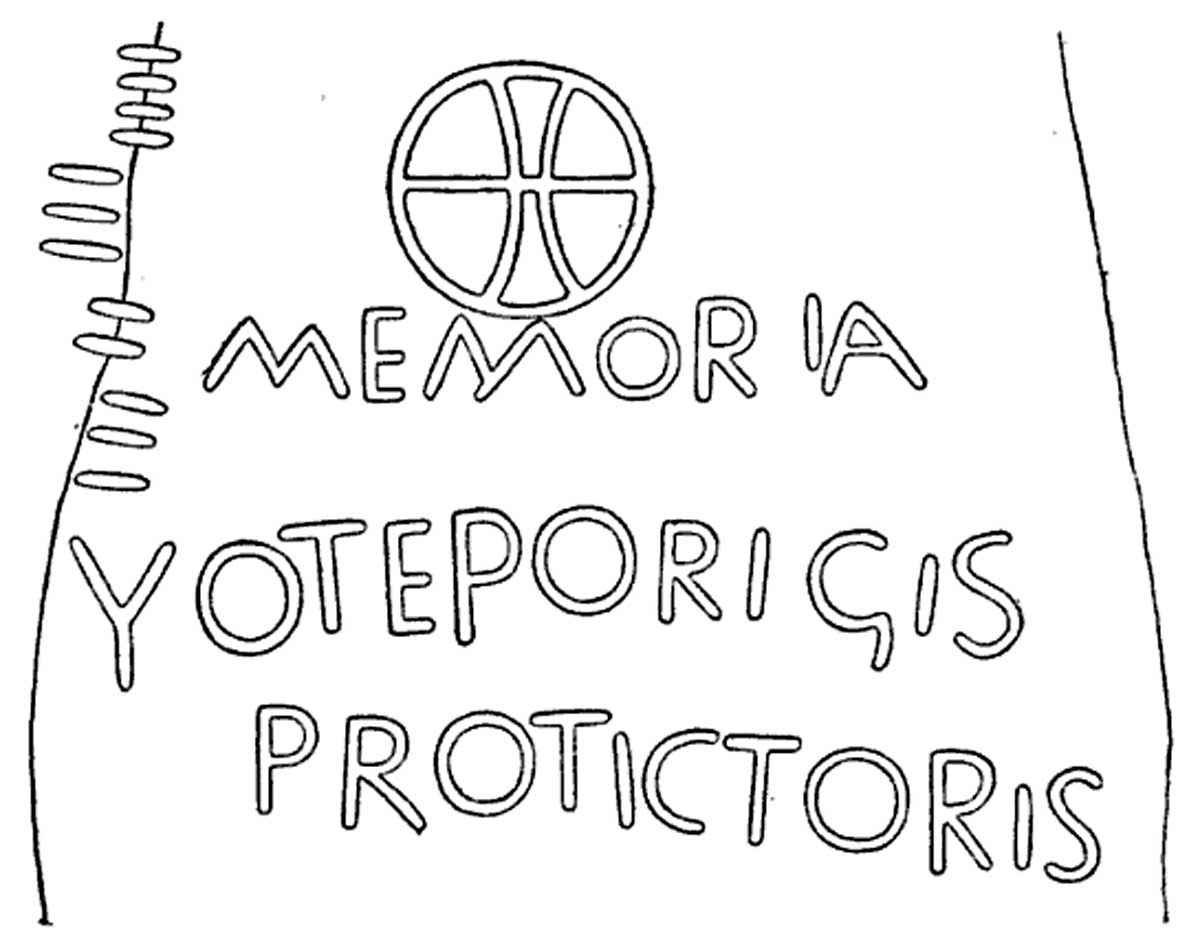
1895年于西威尔士出土的6世纪拉丁语石碑铭文：“守护者沃提波里乌斯碑”的拓本。据Thomas Charles-Edwards，铭文提供了通俗拉丁语在威尔士使用年限的“决定性证据”。

### 高地
罗马统治期结束前，布立吞语在高地仍是主要语言。5世纪，因逃离被盎格鲁-萨克逊人攻占的低地地区拥入的大量罗曼-布立吞人使当地的通俗拉丁语使用者人数显著但临时地增加了。传统上，这些难民被描述为是社会“（中）上层阶级” 。截止6世纪，通俗拉丁语在高地无疑保持了比布立吞语更高的社会地位。:114
尽管拉丁语仍由不列颠西部的精英使用，到约700年它还是走向了灭绝。:75从低地拥入的拉丁语使用者似乎迅速被当地原住民同化，逐渐改说布立吞语。不列颠拉丁语的“生存能力”受古英语势力最强地区的负面影响：盎格鲁-萨克逊人对低地的征服可能间接使通俗拉丁语亦不会在高地有存续的机会。与古法语演化史比较，被布立吞语同化的过程与法语曾发生的过程相反，城镇的崩溃、大量拉丁语使用者拥入乡下成了高卢语灭绝的主因。

## 阅读更多
- Ashdowne, Richard K.; White, Carolinne (编). . Proceedings of the British Academy 206. London: Oxford University Press/British Academy. 2017. ISBN 9780197266083.
- Charles-Edwards, Thomas. . Green, Miranda J.  (编). . Routledge Worlds Series. London: Psychology Press. 1995: 703–736. ISBN 0415146275.
- Gratwick, A. S. . Brooks, Nicholas  (编). . Studies in the Early History of Britain. Leicester: Leicester University Press. 1982: 1–79. ISBN 071851209X.
- MacManus, Damian. . Peritia. 1987, 3: 151–188. ISSN 0332-1592. doi:10.1484/J.Peri.3.62.
- Mann, J. C. . Britannia (Society for the Promotion of Roman Studies). 1971, 2: 218–224. JSTOR 525811. doi:10.2307/525811.
- Schrijver, Peter. . Filppula, Markku; Klemola, Juhani; Pitkänen, Heli  (编). . Studies in Languages 37. Joensuu: University of Joensuu. 2002: 87–110. ISSN 1456-5528.
- Shiel, Norman. . Britannia (Society for the Promotion of Roman Studies). 1975, 6: 146–149. JSTOR 525996. doi:10.2307/525996.
- Smith, Colin. . Aufstieg und Niedergang der Römischen Welt. II. 1983, 29 (2): 893–948.
- Snyder, Christopher A. . British Archaeological Reports British Series 247. Oxford: Tempus Reparatum. 1996. ISBN 0860548244.